# Lamprocryptus sumichrasti
Lamprocryptus sumichrasti là một loài tò vò trong họ Ichneumonidae.